# 오사마 아야
오사마 아야(일본어: 大政 絢, 1991년 2월 4일 ~ )는 일본의 배우이자 패션 모델이다. 홋카이도 다키카와시 출신다. 남편은 ONE OK ROCK의 Toru이다.